# Audi 80
Audi 80 — це седани та універсали, що вироблялися компанією Audi з 1972 по 1995 рр. 

Вони прийшли на зміну Audi F103 у 1972.

В 1995 р. на зміну Audi 80 прийшло сучасніше сімейство автомобілів Audi A4.
Існують такі покоління Audi 80:
- Audi 80 B1 (1972-1978)
- Audi 80 B2 (1978-1986)
- Audi 80 B3 (1986-1991)
- Audi 80 B4 (1991-1995)

## Типи кузова
На додаток до B-кодів платформи (B1, B2, …), Audi призначала індивідуальні typ номери для кузовів своїх автомобілів:
- F103: Audi 80 (1966-1969)
- Typ 80: B1; Audi 80 (1973-1976)
- Typ 82/33: B1; Audi 80 (1976-1978)
- Typ 81: B2; Audi 80/90 (4000 в США) (1979-1987)
- Typ 85: B2; Audi Coupé (1981-1987); Audi 4000 (Канада) (1981-1987); Audi Quattro (1981-1991); Audi 4000 quattro (1984-1987 ); Audi Sport Quattro (1984-1987)
- Typ 89: B3; Audi 80/90 (1987-1989)
- Typ 8A: B3; Audi 80/90 (1990-1992)
- Typ 89Q: B3; Audi 80/90 quattro (1987-1992)
- Typ 8B: B3; Audi Coupé (1989-1996); Audi S2 (1991-1993)
- Typ 8C: B4; Audi 80 (1992-1995); Audi RS2 Avant (1994-1996)
- Typ 8G: B4; Audi Cabriolet (1991-2000)

## Audi 80 B1 (1973-1978)

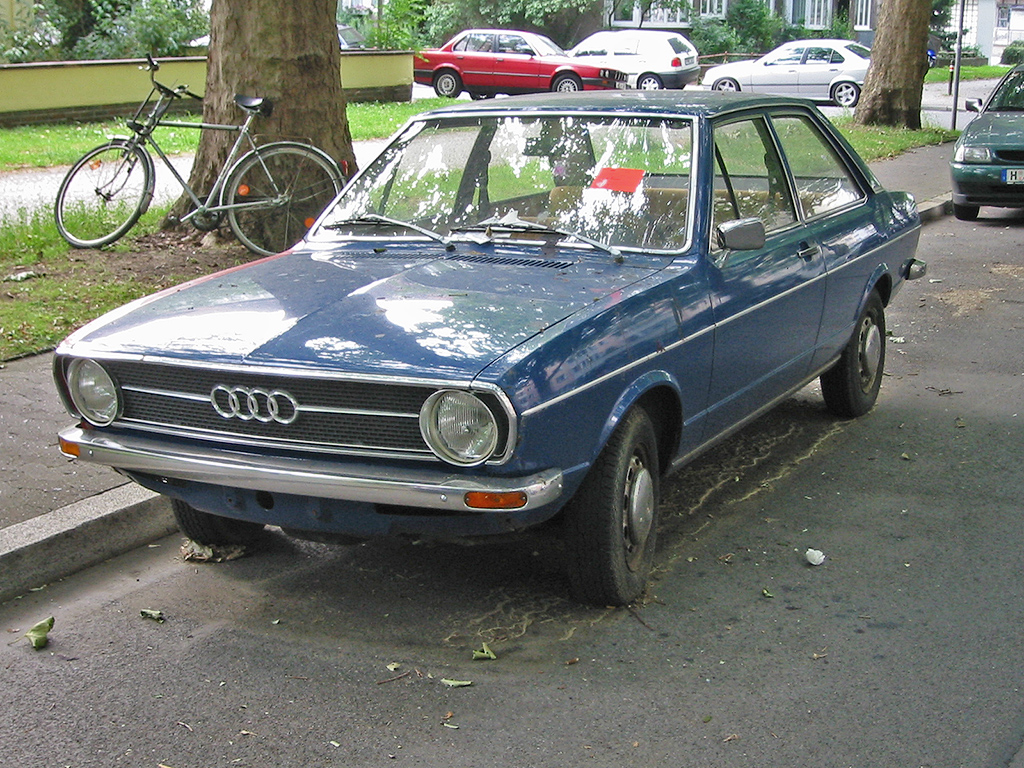
Audi 80 B1

Всього виготовлено 1,103,766 автомобілів Audi 80 B1.

### Typ 80 (1973-1976)
Ця модель дебютувала в Європі в 1973 році як Audi 80 і, в цьому ж році, в США як Audi Fox. Офіційне представлення автомобіля відбувалося на Женевському автосалоні в березні 1973 року. Автомобіль був доступний у 2-х або 4-х дверному кузові типу седан. Автомобіль зайняв місця на ринку замість декількох моделей, які Audi зняла з виробництва (серія F103, яка включала першу модель, позначену як «Audi 80»). Крім того, Audi, в особі цієї моделі, отримала реального конкурента для Opel Ascona і Ford Taunus.
У 1973 Audi додала спортивну 80 GT (тільки 2-дверна).
Audi 80 мала передню підвіску Макферсона (англ. MacPherson strut) і нерухому задню вісь, підтримувану пружинами і поперечною штангою (Панар-штанга) на поздовжніх важелях.

### Typ 82 (1976-1978)
Восени 1976 року були проведені зміни зовнішнього вигляду переднього краю автомобіля в стилі нещодавно вийшла Audi 100 C2 - фари, замість круглих, стали квадратними. Кузов тепер мав внутрішнє позначення Typ 82.
Платформа B1 пішла з європейського ринку в 1978 році, хоча в Північній Америці продавалася до 1979 року.

## Audi 80 B2 (1978-1986)

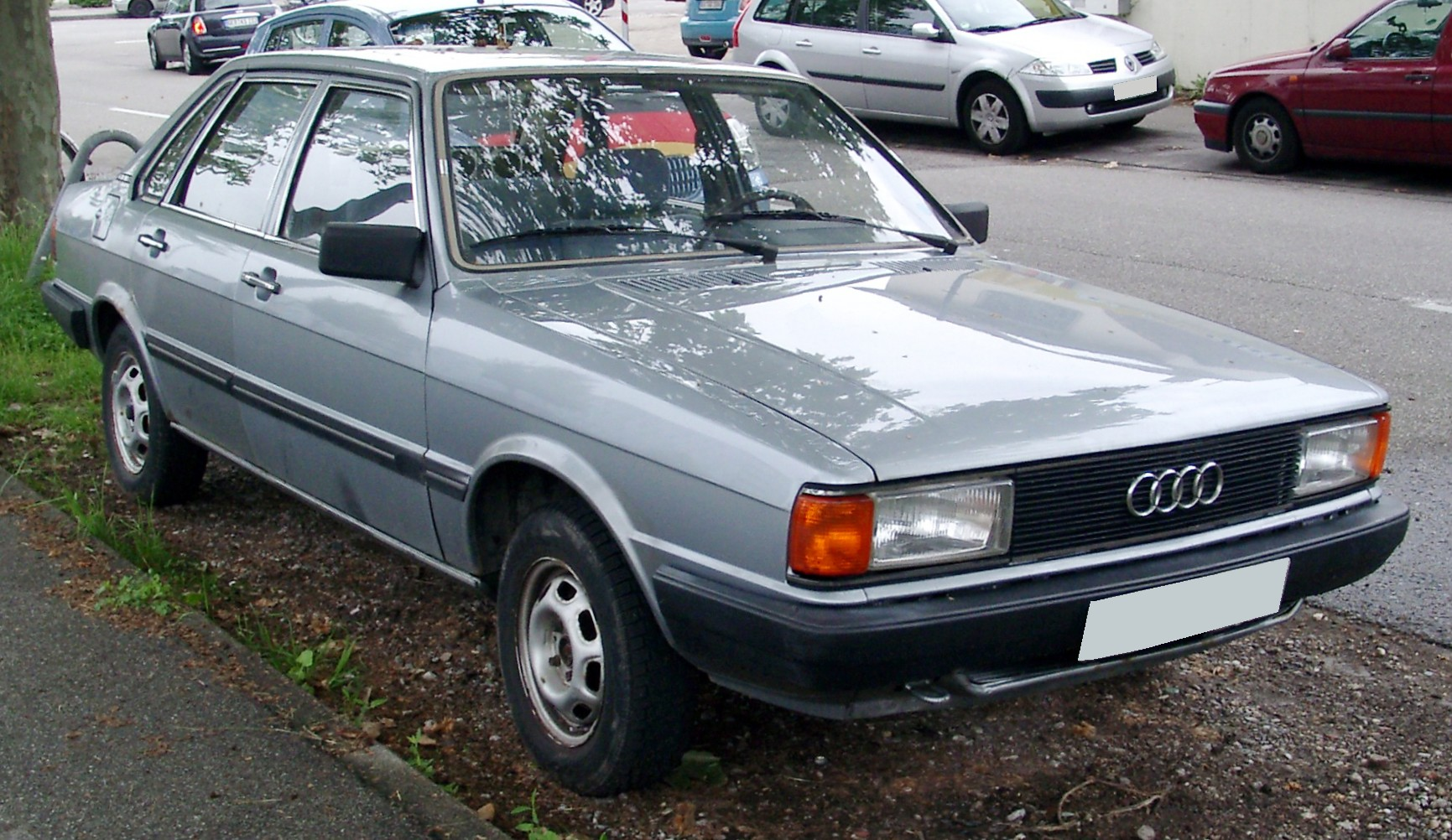
Audi 80 B2

У 1978 році Audi 80 була переведена на платформу B2 (Type 81) у Європі, а в 1979 році в Північній Америці. Audi продовжила використовувати «80» як марку в Європі, але в Північній Америці почала позначати автомобіль як Audi 4000/4000S. Дизайн кузова Audi 80 B2 спочатку розроблявся Клаусом Люті, але після його відходу з Audi в BMW, дизайн був повністю перероблений Джорджетто Джуджаро. Хоча зазвичай замовляли 4-дверну модель, також виготовлялася і 2-дверна модель Audi 80. Моделі з кузовом універсал (Avant) не були доступними.
У Європі Audi 80 була стандартним виконанням, разом з тим, пізніше, в 1984 році, була випущена Audi 90, що являє собою Audi 80 з двигуном великого об'єму, з великою кількістю додаткових опцій і мала, на вибір, два 5-циліндрових I5 двигуна потужністю 115 к.с. і 136 к.с., об'ємом 2,2 л.
Платформа B2 виявилася досить універсальною і вигідною; багато компонентів були загальні або запозичувалися від Audi Coupé, Audi Quattro і Audi Sport Quattro.
Седани B2 пропонувалися в Європі до кінця 1986 року, і до 1987 року в іншому світі.
З 1984 модельного року, Audi зробила на B2 ледве помітні зміни, задні фари тепер нагадували ті, які мала Audi 100 Type 44 (Audi 100 C3), також помінялися задній і передній бампери і передні фари.
Всього виготовлено 1,680,146 автомобілів 80 B2, в тому числі 80: 1,405,506, 90: 105,593 та Coupé: 169,047.

## Audi 80 B3 (1986-1991)

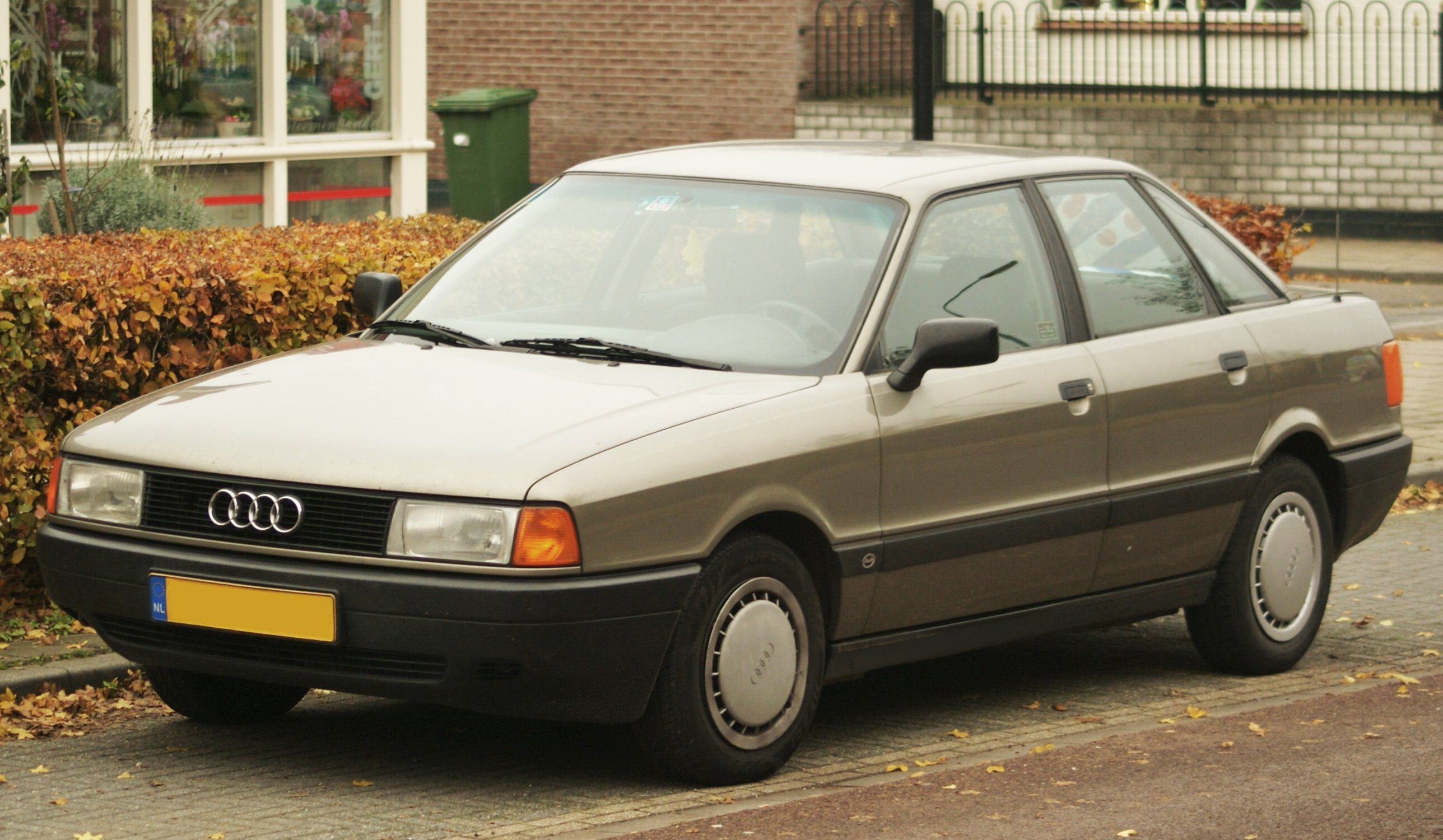
Audi 80 B3

У вересні 1986 року Audi представила нове покоління Audi 80, які з 1987 року з'явилися на європейському ринку. На інших ринках модель була представлена роком пізніше. Модель базувалася на новій B3 платформі.
B3 продавалася по всьому світу під марками Audi 80 або Audi 90.
З 1988 модельного року в Європі представлене нове 2-дверне Audi Coupé (Typ 89), що базувалося на седані B3 з вкороченою колісною базою і модифікованою задньою частиною кузова.
У 1989 році автомобіль отримав новий кузов Typ 8A, зовні цей кузов мало чим відрізнявся від попередньої модифікації Typ 89, наприклад новий кузов мав більш вузькі гумові молдинги вздовж борту.
Останні Audi 80/90 B3 були продані в Північній Америці як моделі 1992 року; в Європі всі B3 були зняті з виробництва в кінці 1991 модельного року.

## Audi 80 B4 (1991-1995)

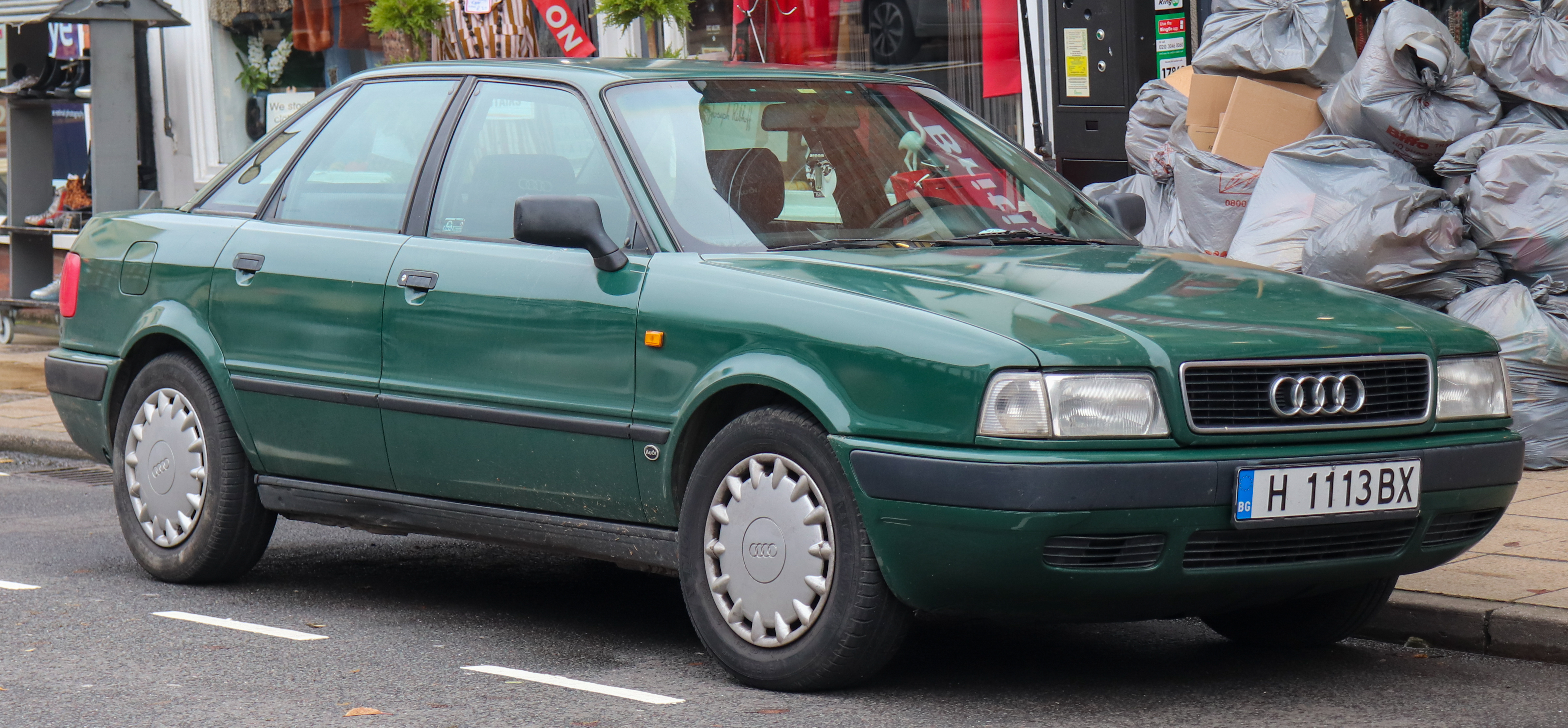
Audi 80 B4

У 1991 році була проведена велика модернізація B3, результатом цього стала поява платформи B4 (або Typ 8C).
B4 також відзначився початком руху Audi в сегмент середньорозмірних автомобілів підвищеної комфортності, в якому до цього панували Mercedes-Benz і BMW.
У Європі ім'я '90' було скасовано і всі седани випускалися під маркою Audi 80, незалежно від того, який двигун вони мали. В Америці Audi пішла в протилежному напрямку, і всі седани продавалися як Audi 90. B4 на американському ринку зазвичай поставлявся в більш багатій комплектації, ніж стандартна версія: коробка-автомат, круїз-контроль, кондиціонер і шкіряні сидіння, в Європі все це поставлялося лише опціонально.